# British Film Institute
British Film Institute (BFI) (Institutul Britanic de Film) este o organizație de film și caritabilă care promovează și păstrează producțiile de film și de televiziune din  Regatul Unit. Institutul a fost fondat în 1933 printr-o cartă regală.
BFI păstrează cea mai mare arhivă de filme din lume, Arhiva Națională BFI (BFI National Archive), denumită anterior Biblioteca Națională de Film (National Film Library, 1935-1955), Arhiva Națională de Film (National Film Archive, 1955-1992) și Arhiva Națională de Film și de Televiziune (National Film and Television Archive, 1993-2006). Arhiva conține mai mult de 50.000 de filme de ficțiune, peste 100.000 de titluri de non-ficțiune și cca. 625.000 de programe de televiziune. Cea mai mare parte a colecției este de producție britanică, dar conține, de asemenea, titluri semnificative la nivel internațional din întreaga lume. Arhiva adună de asemenea filme în care apar (și) actori britanici cheie și munca regizorilor britanici.

## Președinți ai Consiliului Guvernator al BFI
- George Sutherland-Leveson-Gower, 5th Duke of Sutherland (1933–1936)
- Sir Charles Cleland (1936–1937)
- Sir George Clerk (1938–1939)
- William Brass, 1st Baron Chattisham (1939–1945)
- Patrick Gordon Walker (1946–1948)
- Cecil Harmsworth King (1948–1952)
- S. C. Roberts (1952–1956)
- Sylvester Gates (1956–1964)
- Sir William Coldstream (1964–1971)
- Sir Denis Forman (1971–1973)
- Lord Lloyd of Hampstead (1973–1976)
- John Freeman (1976–1977)
- Enid Wistrich (Acting) (1977–1978)
- Sir Basil Engholm (1978–1981)
- Lord Attenborough (1982–1992)
- Jeremy Thomas (1993–1997)
- Sir Alan Parker (1998–1999)
- Joan Bakewell (1999–2002)
- Anthony Minghella (2003–2007)
- Roger Laughton (Acting) (2008)
- Greg Dyke (2008–2016)
- Josh Berger (2016– ) [2]

## Directori BFI
- J. W. Brown (1933–1936)
- Oliver Bell (1936–1949)
- Denis Forman (1949–1955)
- James Quinn (1955–1964)
- Stanley Reed (1964–1972)
- Keith Lucas (1972–1978)
- Anthony Smith (1979–1987)
- Wilf Stevenson (1988–1997)
- Jane Clarke (acting, 1997)
- John Woodward (1998–1999)
- Jon Teckman (1999–2002)
- Adrian Wootton (acting, 2002–2003)
- Amanda Nevill (2003–present)